# Amtsgericht Waldmünchen
Das Amtsgericht Waldmünchen war ein von 1879 bis 1973 bestehendes bayerisches Gericht der ordentlichen Gerichtsbarkeit mit Sitz in der Stadt Waldmünchen.

## Geschichte
Bei der Verwaltungsneugliederung Bayerns entstand 1803 aus dem Pflegamt Waldmünchen das Landgericht Waldmünchen. Nach Gründung des Königreichs (1806) wurde das Landgericht Waldmünchen 1808 dem Regenkreis zugeteilt, der 1838 in Oberpfalz umbenannt wurde. Das Bezirksamt Waldmünchen folgte im Jahr 1862 dem flächengleichen Landgericht älterer Ordnung Waldmünchen als Verwaltungsbehörde. Das Landgericht Waldmünchen blieb Gerichtsbehörde und wurde mit dem Gerichtsverfassungsgesetz von 1879 in ein Amtsgericht umgewandelt. Es umfasste neben Waldmünchen die Gemeinden, Albernhof, Ast, Berndorf, Bernried, Biberbach, Breitenried, Diepoltsried, Döfering, Englmannsbrunn, Fahnersdorf, Flischbach, Geigant, Gleißenberg, Gmünd, Grassersdorf, Herzogau, Hetzmannsdorf, Hiltersried, Hocha, Höll, Katzbach, Katzelsried, Lixenried, Loitendorf, Pillmersried, Premeischl, Prosdorf, Rannersdorf, Rötz, Schäferei, Schönthal, Sinzendorf, Spielberg, Steegen, Steinlohe, Thurau, Tiefenbach, Treffelstein, Ulrichsgrün und Untergrafenried.
Am 1. Juli 1940 wurden die sudetendeutschen Gemeinden Babilon, Böhmisch Kubitzen, Chodenschloß, Grafenried, Haselbach, Hochofen, Klentsch, Mauthaus, Meigelshof, Possigkau und Wassersuppen dem Amtsgericht Waldmünchen zugewiesen. Nach dem Zweiten Weltkrieg kehrten sie zur Tschechoslowakei zurück. Durch Inkrafttreten des Gesetzes über die Organisation der ordentlichen Gerichte im Freistaat Bayern (GerOrgG) am 1. Juli 1973 wurde das Amtsgericht aufgehoben.
Seit dem 1. Juli 1973 gab es eine Zweigstelle des Amtsgerichts Cham in Waldmünchen. Sie wurde zum 1. Dezember 2009 aufgehoben.

## Gerichtsgebäude
Das Amtsgericht Waldmünchen war im Schloss Waldmünchen untergebracht. Die Anlage ist unter der Aktennummer D-3-72-171-37 als denkmalgeschütztes Baudenkmal von Waldmünchen verzeichnet.